# Gluconate de potassium
Le gluconate de potassium est un composé organique de formule brute KC6H11O7. C'est un sel potassique de l'acide gluconique.
Le pentahydroxyhexanoate de potassium est un additif alimentaire (E577).